# Laguna Blanca (Formosa)
Laguna Blanca è una località del dipartimento di Pilcomayo, nella provincia di Formosa, nell'Argentina settentrionale.

## Geografia
Laguna Blanca sorge nella regione geografica del Chaco Central, nei pressi del confine tra l'Argentina e il Paraguay, nel nord-est della provincia di Formosa. La cittadina è situata a 140 km a nord dal capoluogo provinciale Formosa.

## Cultura

### Istruzione

#### Musei
- Museo Regionale del Nord-Est di Formosa

#### Parchi
- Parco Nazionale Río Pilcomayo

## Infrastrutture e trasporti
Laguna Blanca sorge lungo la strada nazionale 86, che unisce Clorinda, ai villaggi posti a levante del corso del Pilcomayo.